# Enrique Vera (Fußballspieler)
Enrique Daniel Vera Torres (* 10. März 1979 in Asunción) ist ein ehemaliger paraguayischer Fußballspieler und -trainer. 2008 gewann er mit dem ecuadorianischen Verein LDU Quito die Copa Libertadores. 2010 nahm er an der Fußball-Weltmeisterschaft in Südafrika teil.

## Karriere
Zwischen 1999 und 2003 spielte Enrique Vera, auch manchmal Rambert genannt, bei den unterklassigen paraguayischen Vereinen Resistencia SC, Club Sol de América, CA Tembetary und Sportivo Iteño. 2004 wechselte er ins Ausland nach Ecuador, wo er zunächst bei SD Aucas, CD Olmedo und CD Universidad Católica spielte.
2006 schloss sich der Mittelfeldspieler LDU Quito in der Hauptstadt Quito an, mit dem er 2007 die Fußballmeisterschaft von Ecuador gewann. Im Jahr darauf gewann er mit LDU sensationell durch einen Sieg im Elfmeterschießen gegen den brasilianischen Fluminense FC aus Rio de Janeiro als erster ecuadorianischer Verein die Copa Libertadores.
Enrique Vera wurde erstmals 2007 in die Fußballnationalmannschaft von Paraguay berufen, mit der er 2007 an der Copa América in Venezuela teilnahm und dort den sechsten Abschlussrang einnahm.
Anschließend wurde Vera an den mexikanischen Spitzenverein Club América abgegeben, wo er einen Vierjahresvertrag unterzeichnete. Nach einer unbefriedigten Zusammenarbeit wurde er 2009 an LDU zurückverliehen, wo er ein Schlüsselspieler beim Sieg in der Copa Sudamericana 2009 war, bei der erneut Fluminense aus Rio im Endspiel gegenüberstand.
Bei der Fußball-Weltmeisterschaft 2010 in Südafrika gehörte er zur Stammbesetzung Paraguays, das dort sein bisher erfolgreichstes Weltturnier bestritt. Nach der Weltmeisterschaft ging er erneut nach Mexiko, diesmal zu Atlas Guadalajara. 2011 schloss er sich zum nunmehr dritten Mal LDU in Quito an.